# Orconectes durelli
Orconectes durelli är en kräftdjursart som beskrevs av R. W. Bouchard och J. W. Bouchard 1995. Orconectes durelli ingår i släktet Orconectes och familjen Cambaridae. IUCN kategoriserar arten globalt som livskraftig. Inga underarter finns listade i Catalogue of Life.